# Rozptyl (statistika)
Rozptyl (též střední kvadratická odchylka, střední kvadratická fluktuace, variance nebo také disperze) se používá v teorii pravděpodobnosti a statistice. Je to druhý centrální moment náhodné veličiny. Jedná se o charakteristiku variability rozdělení pravděpodobnosti náhodné veličiny, která vyjadřuje variabilitu rozdělení souboru náhodných hodnot kolem její střední hodnoty.
Rozptyl náhodné veličiny {\displaystyle X} se označuje {\displaystyle \sigma ^{2}(X)}, {\displaystyle S^{2}(X)}, {\displaystyle D(X)} nebo {\displaystyle \operatorname {var} (X)}.

## Definice
Rozptyl je definován jako střední hodnota kvadrátů odchylek od střední hodnoty. Odchylku od střední hodnoty, která má rozměr stejný jako náhodná veličina, zachycuje směrodatná odchylka {\displaystyle \sigma }.
Pro diskrétní náhodnou veličinu je definován následujícím vztahem
{\displaystyle \sigma ^{2}=\sum _{i=1}^{n}{\left[x_{i}-\operatorname {E} (X)\right]}^{2}p_{i}},
kde {\displaystyle x_{i}} jsou hodnoty, kterých může náhodná veličina {\displaystyle X} nabývat (s pravděpodobnostmi {\displaystyle p_{i}}) a {\displaystyle \operatorname {E} (X)} je střední hodnota veličiny {\displaystyle X}.
Je-li pravděpodobnost všech diskrétních hodnot stejná, pak se předchozí vztah zjednoduší na
{\displaystyle \sigma ^{2}={\frac {1}{n}}\sum _{i=1}^{n}{\left[x_{i}-\operatorname {E} (X)\right]}^{2}}
kde n je počet prvků souboru.
Pro spojitou náhodnou veličinu je rozptyl definován vztahem
{\displaystyle \sigma ^{2}=\int _{-\infty }^{\infty }{\left[x-\operatorname {E} (X)\right]}^{2}p(x)\,\mathrm {d} x=\int _{-\infty }^{\infty }x^{2}p(x)\,\mathrm {d} x-{[\operatorname {E} (X)]}^{2}},
kde {\displaystyle p(x)} je hustota pravděpodobnosti veličiny {\displaystyle X}.

## Vlastnosti
Pro rozptyl součinu náhodné veličiny {\displaystyle X} a konstanty {\displaystyle a} platí
{\displaystyle \sigma ^{2}(aX)=a^{2}\sigma ^{2}(X)\,}
Rozptyl náhodné veličiny je invariantní vůči posunu {\displaystyle b}, tedy
{\displaystyle \sigma ^{2}(aX+b)=a^{2}\sigma ^{2}(X)\,}
Rozptyl součtu i rozdílu náhodných veličin {\displaystyle X,Y} je roven
{\displaystyle \sigma ^{2}(X\pm Y)=\sigma ^{2}(X)+\sigma ^{2}(Y)\pm 2\operatorname {Cov} (X,Y)}
{\displaystyle \sigma ^{2}(aX\pm bY)=a^{2}\sigma ^{2}(X)+b^{2}\sigma ^{2}(Y)\pm 2ab\operatorname {Cov} (X,Y)},
kde {\displaystyle \operatorname {Cov} (X,Y)} značí kovarianci veličin {\displaystyle X} a {\displaystyle Y}.
Pokud jsou náhodné veličiny nezávislé, jejich kovariance je nulová, a tedy rozptyl součtu (rozdílu) je roven součtu rozptylů jednotlivých náhodných veličin.
Obdobná tvrzení platí také pro rozptyl součtu většího počtu náhodných veličin.
Pro výpočet rozptylu se často používá následující vztah
{\displaystyle \sigma ^{2}(X)=\operatorname {E} (X^{2})-{[\operatorname {E} (X)]}^{2}}

## Příklad u kostky
Mějme kostku a náhodnou veličinu {\displaystyle X}, která přiřadí každému z šesti možných jevů takové číslo, kolik puntíků je v daném jevu na horní straně kostky (čísla 1 až 6). Máme 6 jevů s pravděpodobností {\displaystyle {\frac {1}{6}}} a střední hodnota (průměr) je 3,5. Kvadrát rozptylu veličiny {\displaystyle X} lze pak podle vztahů výše vypočítat jako
{\displaystyle \sigma ^{2}(X)={\frac {1}{6}}\sum _{i=1}^{6}(x_{i}-3,5)^{2}={\frac {1}{6}}({(1-3,5)}^{2}+{(2-3,5)}^{2}+{(3-3,5)}^{2}+{(4-3,5)}^{2}+{(5-3,5)}^{2}+{(6-3,5)}^{2})={\frac {17,5}{6}}\doteq 2,92}

## Variance (volatilita) u hazardních her
U hazardních her je variance čili volatilita mírou rozptylu dosahovaných výher. U her s nízkou variancí se vyskytují menší, ale časté výhry, rozpočet hráče se obvykle mění celkem rovnoměrně. Naopak hráč hry s vysokou variancí většinou prohrává, ale pokud přijde výhra, bude vysoká. Ve hře s vysokou variancí tak lze vyhrát uspokojivou částku již v jednom kole, ale zároveň většina hráčů svůj počáteční kapitál prohraje rychleji, po menším počtu kol. Například varianci výherních automatů výrobci klasifikují slovy nízká, střední nebo vysoká.